# Euchaetes crassipyga
Euchaetes crassipyga är en fjärilsart som beskrevs av Embrik Strand 1921. Euchaetes crassipyga ingår i släktet Euchaetes och familjen björnspinnare. Inga underarter finns listade i Catalogue of Life.